# Академики Всеукраинской академии наук

Список содержит действительных членов Всеукраинской академии наук — высшего научного учреждения УССР в 1921—1936 годах.
| # А Б В Г Д Е Ё Ж З И К Л М Н О П Р С Т У Ф Х Ц Ч Ш Щ Э Ю Я |

## А
- Агол, Израиль Иосифович (1891—1937) — генетик.
- Андрусов, Николай Иванович

## Б
- Багалей, Дмитрий Иванович
- Бернштейн, Сергей Натанович
- Беляшевский, Николай Федотович (1867—1926) — археолог, этнограф.
- Богомолец, Александр Александрович
- Бородин, Иван Парфеньевич
- Бузескул, Владислав Петрович

## В
- Вавилов, Николай Иванович
- Василенко, Николай Прокофьевич
- Вернадский, Владимир Иванович
- Воблый, Константин Григорьевич
- Возняк, Михаил Степанович
- Волкович, Николай Маркианович
- Воробьёв, Владимир Петрович (1876—1937) — анатом.
- Вотчал, Евгений Филиппович

## Г
- Гедройц, Константин Каэтанович
- Гиляров, Алексей Никитич
- Гнатюк, Владимир Михайлович
- Гольдман, Александр Генрихович
- Горбачевский, Иван Яковлевич
- Гордон, Владимир Михайлович
- Грабарь, Владимир Эммануилович
- Граве, Дмитрий Александрович
- Грушевский, Михаил Сергеевич
- Гуляев, Алексей Михайлович

## Д
- Данилевский, Василий Яковлевич

## Е
- Ефремов, Сергей Александрович

## З
- Заболотный, Даниил Кириллович
- Затонский, Владимир Петрович

## И
- Игнатовский, Всеволод Макарович
- Иконников, Владимир Степанович (1841—1923) — историк.

## К
- Карпинский, Александр Петрович
- Кащенко, Николай Феофанович
- Кистяковский, Богдан Александрович
- Кистяковский, Владимир Александрович
- Козлов, Пётр Кузьмич
- Колесса, Филарет Михайлович
- Корчак-Чепурковский, Авксентий Васильевич (1857—1947) — эпидемиолог и гигиенист.
- Косинский, Владимир Андреевич
- Косоногов, Иосиф Иосифович
- Кравчук, Михаил Филиппович
- Кржижановский, Глеб Максимилианович
- Крылов, Николай Митрофанович
- Крымский, Агафангел Ефимович
- Купала Янка (Луцевич, Иван Доминикович)
- Курнаков, Николай Семёнович

## Л
- Левитский, Владимир Фавстович
- Левицкий, Орест Иванович
- Лейпунский, Александр Ильич
- Леонтович, Александр Васильевич (1869—1943) — физиолог, нейрогистолог.
- Липский, Владимир Ипполитович
- Лысенко, Трофим Денисович
- Лобода, Андрей Митрофанович
- Любименко, Владимир Николаевич

## М
- Малиновский, Иоанникий Алексеевич
- Мельников-Разведенков, Николай Федотович (1866—1937) — патологоанатом.
- Мищенко, Фёдор Иванович

## Н
- Навашин, Сергей Гаврилович
- Никольский, Александр Михайлович
- Новицкий, Алексей Петрович

## О
- Ольденбург, Сергей Фёдорович
- Омельченко, Фёдор Захарович
- Оппоков, Евгений Владимирович
- Орженцкий, Роман Михайлович (1863—1923) — статистик.
- Орлов, Егор Иванович

## П
- Павлова, Мария Васильевна
- Палиенко, Николай Иванович
- Палладин, Александр Владимирович
- Патон, Евгений Оскарович
- Перетц, Владимир Николаевич
- Петров, Николай Иванович
- Писаржевский, Лев Владимирович
- Плотников, Владимир Александрович
- Проскура, Георгий Фёдорович
- Птуха, Михаил Васильевич
- Пфейффер, Георгий Васильевич

## Р
- Резниченко, Владимир Васильевич
- Рудницкий, Степан Львович

## С
- Сапегин, Андрей Афанасьевич
- Свитальский, Николай Игнатьевич
- Семковский, Семён Юльевич
- Северцов, Алексей Николаевич
- Симинский, Константин Константинович
- Скрипник, Николай Алексеевич
- Слабченко, Михаил Елисеевич
- Смаль-Стоцкий, Степан Иосифович
- Соколовский, Алексей Никанорович
- Солнцев, Сергей Иванович — экономист.
- Срезневский, Борис Измайлович
- Старков, Арсений Викторович
- Стеклов, Владимир Андреевич
- Стражеско, Николай Дмитриевич
- Студинский, Кирилл Иосифович
- Сумцов, Николай Фёдорович
- Супруненко, Петр Михайлович